# Nella De Luca
Nella De Luca là một nhà báo người Venezuela.